# Kasteel De Wildenborch
Kasteel De Wildenborch is een kasteel en landgoed gelegen in het midden van de driehoek Lochem, Ruurlo, Vorden in de gemeente Bronckhorst in de Nederlandse provincie Gelderland.
Ten noorden van het kasteel ligt buurtschap Wildenborch en op ongeveer twee kilometer ten zuidwesten van het kasteel ligt de Zunnebelt.

## Geschiedenis
Het huis wordt voor het eerst vermeld in 1372 als de roofridder Sweder Rodebaert van Wisch eigenaar van het kasteel is. Het kasteel lag strategisch te midden van moerassen en was een ideale schuilplaats na gehouden rooftochten. De heren van Wisch hielden met regelmaat rooftochten in gebieden van het graafschap Zutphen en Overijssel. Naar aanleiding daarvan belegerden burgers uit Deventer in 1490 het kasteel Wildenborch en burgers uit Zutphen het kasteel Wisch in Terborg, maar zonder veel resultaat. Onder druk van hertog Karel van Gelre, die het kasteel driemaal tevergeefs belegerde, gaf de kasteelheer – Johan van Wisch – zich toch in 1512 over. Zijn kleinzoon Joachim van Wisch pakte de draad weer op in 1519, totdat de hertog in 1523 een vaste bezetting op het kasteel plaatste en de verdedigingswerken liet slopen. In 1544 vererfde het kasteel via Ermgard van Wisch in handen van Herman Georg van Limburg Stirum.

## Soirons en Starings
In 1757 schonk Willem Otto Frederik des H.R.Rijksgraaf von Quadt (1717-1785) het "Gut Wildenborch" aan de Maastrichtse architecten Matheius en François Soiron, uit dankbaarheid voor hun prestaties bij de bouw van Schloss Wickrath bij Mönchengladbach. In 1769 verkochten de broers het landgoed aan kolonel Albert Dominicus des H.R.Rijksgraaf van Limburg Stirum (1725-1776). Na diens dood kwam het landgoed aan zijn zoon Otto Ernst Gelder graaf van Limburg Stirum (1752-1826) die het in 1781 verkocht aan D.H. Staring, vader van de later beroemd geworden dichter A.C.W. Staring.
De familie Staring is onlosmakelijk verbonden met het kasteel en landgoed. De dichter A.C.W. Staring is een van de bekendste telgen uit deze familie. Na diens dood kwam het aan zijn kleinzoon Jan Isaac Brants (1821-1901), vader van Maurits Anton Brants, in wiens familie het tot 1931 bleef, waarna het opnieuw overging naar het geslacht Staring. In 1976 hebben de Starings het landgoed met huis ondergebracht in een stichting die het landgoed ook in de toekomst in stand moet behouden. Een familielid bewoont en beheert het landgoed en zorgt ook voor het omvangrijke Staring-archief dat zich op de Wildenborch bevindt.

## Landgoed
De Wildenborch lag van oorsprong te midden van grote moerasgebieden. In 1792 is de streek deels drooggelegd waarna een uitgestrekt gemengd loofbos kon worden aangelegd. In 1886 noemde de plantkundige F.W. van Eeden het een "woestheid dat alle bosschen in deze streek overtreft". Hij zag er dikke eikenstammen schots en scheef door elkaar staan en roemde de bodemvegetatie waarvan hij onder andere het dalkruid, salomonszegel, rode en blauwe bosbes en de wijfjesvaren noemde.
In 1907 werd het 630 hectare grote landgoed verkocht. Het grootste bos ging voor 660.000 gulden over in de handen van houtkopers die het in enkele weken helemaal plat lieten leggen. Veel van het gevelde minder waardevolle hout werd simpelweg achtergelaten. Nog in 1924 werden vijvers gedempt met boomresten uit 1907.
Het landgoed, met een oppervlakte van ca. 300 ha, is vrij toegankelijk, maar het huis en naaste omgeving zijn gesloten voor het publiek, behalve bij speciale gelegenheden zoals de jaarlijkse Staringavonden.